# Cavigal Nice Basket 06
Il Cavigal Nice Basket 06 è una società femminile di pallacanestro di Nizza, fondata nel 1943.